# (39565) 1992 SL
1992 أس أل (ويعرف أيضًا باسم (39565) 1992 أس أل وفق تسمية الكوكب الصغير) (بالإنجليزية: 1992 SL)‏ هو كويكب ضمن حزام الكويكبات؛ وترتيبه 39565 من حيث الاكتشاف.
اكتُشف هذا الجُرم الفلكي بواسطة كينيث جاي لورانس في 24 سبتمبر 1992.

## وصلات خارجية
- (39565) 1992 SL في قاعدة بيانات مختبر الدفع النفاث لأجرام النظام الشمسي الصغيرة

- الاكتشاف · مخطط المدار ·  العناصر المدارية · المعلمات المادية

- (39565) 1992 SL على موقع ويكي سكاي: DSS2, SDSS, GALEX, IRAS, Hydrogen α, X-Ray, Astrophoto, Sky Map, Articles and images